# Frederic Zelnik
Frederic Zelnik, nato Friedrich Zelnik (Černivci, 17 maggio 1885 – Londra, 29 novembre 1950), è stato un regista, attore e produttore cinematografico tedesco diventato, negli anni della guerra, suddito britannico.

## Biografia
Zelnik nacque il 17 maggio 1885 a Czernowitz (attualmente Černivci, in Ucraina, ma all'epoca appartenente ancora all'impero austro-ungarico). Dopo aver studiato legge, iniziò a lavorare in teatro come attore. Recitò a Norimberga, Praga, Worms, Aquisgrana e Berlino con il nome Friedrich Zelnik. Arrivò al cinema nel 1914, esordendo dapprima come attore, quindi come regista e produttore. 
Fondò, insieme a Walter Behrend e a Max Liebenau, una compagnia di produzione, la Berliner Film-Manukfaktur. Stella dello studio divenne la moglie di Zelnik, l'attrice Lya Mara, una ballerina che il regista aveva conosciuto a Praga. Famoso per i suoi film di genere e di intrattenimento popolare, Zelnik - negli anni trenta - si trasferì a lavorare in Gran Bretagna producendo anche due film nei Paesi Bassi. Durante la guerra, prese la cittadinanza britannica assumendo il nome di Fred Zelnik.

## Filmografia

### Regista
- Das große Los (1917)
- Klein Doortje (1917)
- Edelweiß (1917)
- Die Krone von Kerkyra - Liebe und Haß einer Königstochter (1917)
- Gänseliesel (1918)
- Durchlaucht Hypochonder (1918)
- Nachtschatten (1918)
- Die Verteidigerin (1918)
- Maria Evere (1919)
- Margarete. Die Geschichte einer Gefallenen (1919)
- Manon. Das hohe Lied der Liebe (1919)
- Die Erbin des Grafen von Monte Christo (1919)
- Die Damen mit den Smaragden (1919)
- Das Haus der Unschuld (1919)
- Das Fest der Rosella (1919)
- Charlotte Corday (1919)
- Anna Karenina (1920)
- Kri-Kri, die Herzogin von Tarabac (1920)
- Die Erlebnisse der berühmten Tänzerin Fanny Elßler (1920)
- Spiritismus (1920)
- Fasching (1921)
- Die Geliebte des Grafen Varenne (1921)
- Miss Beryll... die Laune eines Millionärs (1921)
- Aus den Memoiren einer Filmschauspielerin (1921)
- Das Mädel von Picadilly, 1. Teil (1921)
- Das Mädel von Picadilly, 2. Teil (1921)
- Yvette, die Modeprinzessin (1922)
- Die Tochter Napoleons (1922)
- Graf Festenberg, co-regia di Urban Gad (1922)
- Se. Exzellenz der Revisor (1922)
- Lydia Sanin (1922)
- Die Geliebte des Königs (1922)
- Irene d'Or, co-regia di Karl Sander (1923)
- Daisy. Das Abenteuer einer Lady (1923)
- Nelly, die Braut ohne Mann (1924)
- Das Mädel von Capri (1924)
- Auf Befehl der Pompadour (1924)
- Athleten (1925)
- Frauen, die man oft nicht grüßt (1925)
- Briefe, die ihn nicht erreichten (1925)
- Die Venus von Montmartre (1925)
- Die Mühle von Sanssouci, co-regia di Siegfried Philippi (1926)
- Die Försterchristel (1926)
- An der schönen blauen Donau (1926)
- Der Veilchenfresser (1926)
- Die lachende Grille (1926)
- Lo zingaro barone (Der Zigeunerbaron) (1927)
- Die Weber
- Das tanzende Wien (1927)
- Heut tanzt Mariett (1928)
- Mary Lou
- Mein Herz ist eine Jazzband (1929)
- Der rote Kreis (1929)
- Die Försterchristl (1931)
- Walzerparadies (1931)
- Jeder fragt nach Erika (1931)
- Ein süsses Geheimnis (1932)
- Die Tänzerin von Sans Souci (1932)
- Spione im Savoy-Hotel (1932)
- Melodie imperiali (Kaiserwalzer) (1933)
- Es war einmal ein Musikus (1933)
- Happy (1933)
- C'était un musicien
- Mister Cinders (1934)
- Southern Roses (1936)
- Appuntamento alle 5 (The Lilac Domino) (1937)
- Vadertje Langbeen
- Morgen gaat 't beter! (1939)
- I Killed the Count (1939)

### Produttore

#### 1916
- Die Fiebersonate, regia di Emmerich Hanus (1916)
- Der Einsiedler von St. Georg
- Spiel im Spiel
- Fräulein Wildfang
- Das goldene Friedelchen
- Jenseits der Hürde
- Dorian Dare
- Die Hochzeit der Cassilda Mediadores
- Der schwarze Pierrot, regia di Emmerich Hanus (1916)
- Die Bettlerin von St. Marien, regia di Alfred Halm (1916)

#### 1917
- Ein Zirkusmädel, regia di Carl Wilhelm (1917)
- Die Rache des Avenarius
- Das große Los, regia di Frederic Zelnik (1917)
- Die Krone von Kerkyra - Liebe und Haß einer Königstochter
- Ihr Sohn
- Die Gräfin von Navarra
- Der Kinokönig
- Das Doppelgesicht, regia di Alfred Halm (1917)
- Das Geschlecht der Schelme. 1. Teil, regia di Alfred Halm (1917)
- Klein Doortje, regia di Frederic Zelnik (1917)
- Der Fliegentüten-Heinrich
- Das Edelfräulein
- Edelweiß, regia di Frederic Zelnik (1917)
- Das verlorene Paradies
- Weiße Nächte. Fedora (1917)
- Lori & Co. (1917)

#### 1918
- Halkas Gelöbnis, regia di Alfred Halm (1918)
- Gänseliesel, regia di Frederic Zelnik (1918)
- Frau Marias Erlebnis, regia di Alfred Halm (1918)
- Durchlaucht Hypochonder, regia di Frederic Zelnik (1918)
- Die Rose von Dschiandur, regia di Alfred Halm (1918)
- Der Fliegentüten-Othello, regia di Carl Boese (1918)
- Am Scheidewege, regia di Alfred Halm (1918)
- Die Serenyi, regia di Alfred Halm (1918)
- Der Liftjunge (1918)
- Amalie - 45 Mark
- Graf Michael
- Die Nonne und der Harlekin, regia di Alfred Halm (1918)
- Maximum
- Die Rothenburger, regia di Lupu Pick (1918)
- Das Frühlingslied, regia di Alfred Halm (1918)
- Fliegentüten-Heinrichs Pech
- Fliegentüten-Heinrich als Rentier
- Fliegentüten-Heinrich als Don Juan
- Die Dreizehn, regia di Alfred Halm (1918)
- Eine junge Dame von Welt
- Das Geschlecht der Schelme. 2. Teil, regia di Alfred Halm (1918)
- Nachtschatten
- Die Verteidigerin, regia di Frederic Zelnik (1918)
- Am anderen Ufer, regia di Alfred Halm (1918)

#### 1919
- Maria Evere, regia di Frederic Zelnik (1919)
- Margarete. Die Geschichte einer Gefallenen, regia di Frederic Zelnik (1919)
- Manon. Das hohe Lied der Liebe, regia di Frederic Zelnik (1919)
- Die kleine Staszewska, regia di Alfred Halm (1919)
- Die Erbin des Grafen von Monte Christo, regia di Frederic Zelnik (1919)
- Die Damen mit den Smaragden, regia di Frederic Zelnik (1919)
- Das Haus der Unschuld, regia di Frederic Zelnik (1919)
- Das Fest der Rosella, regia di Frederic Zelnik (1919)
- Charlotte Corday, regia di Frederic Zelnik (1919)
- Lucas, Kapitel 15, regia di Alfred Halm (1919)
- Leichtsinn und Genie
- Fidelio
- Eugen Onegin, regia di Alfred Halm (1919)
- Die Sühne der Martha Marx, regia di Alfred Halm (1919)
- Die Peruanerin
- Die Madonna mit den Lilien
- Leichtsinn und Lebewelt
- Der goldene Klub
- Pogrom, regia di Alfred Halm (1919)
- Der rote Sarafan
- Menschen in Ketten
- Hölle der Jungfrauen
- Die Gelbe Fratze
- Not und Verbrechen
- Im Dienste der Liebe
- Die Nacht des Grauens
- Die Gesunkenen, regia di Fred Sauer (1919)

#### 1920
- Yoshiwara, die Liebesstadt der Japaner, regia di Arthur Bergen (1920)
- Der indische Tod
- Das Grauen, regia di Fred Sauer (1920)
- Eine Demimonde-Heirat, regia di Martin Zickel (1920)
- Spiritismus
- Die Prinzessin vom Nil
- Kri-Kri, die Herzogin von Tarabac, regia di Frederic Zelnik (1920)
- Die Erlebnisse der berühmten Tänzerin Fanny Elßler, regia di Frederic Zelnik (1920)
- Der Abenteurer von Paris, regia di Fred Sauer (1920)
- Das Gesetz der Wüste, regia di Fred Sauer (1920)
- Der gelbe Diplomat, regia di Fred Sauer (1920)
- Der Apachenlord, regia di Fred Sauer (1920)
- Der Mann mit den drei Frauen
- Der Tod im Nacken, regia di Fred Sauer (1920)
- Anna Karenina, regia di Frederic Zelnik (1920)

#### 1921
- Fasching, regia di Frederic Zelnik (1921)
- Monte Carlo, regia di Fred Sauer (1921)
- Das Medium
- Die unsichtbare Gast
- Die Geliebte des Grafen Varenne, regia di Frederic Zelnik (1921)
- Miss Beryll... die Laune eines Millionärs, regia di Frederic Zelnik (1921)
- Aus den Tiefen der Großstadt, regia di Fred Sauer (1921)
- Trix, der Roman einer Millionärin
- Der Sträfling von Cayenne, regia di Léo Lasko (1921)
- Aus den Memoiren einer Filmschauspielerin, regia di Frederic Zelnik (1921)
- Das begrabene Ich, regia di Léo Lasko (1921)
- Das Mädel von Picadilly, 1. Teil, regia di Frederic Zelnik (1921)
- Das Mädel von Picadilly, 2. Teil, regia di Frederic Zelnik (1921)
- Um ein Erbe

#### 1922
- Tanja, die Frau an der Kette
- C.d.E., regia di Rolf Petersen (1922)
- Die Kreutzersonate
- Die Ehe der Fürstin Demidoff
- Die Geliebte des Königs, regia di Frederic Zelnik (1922)[2]
- Yvette, die Modeprinzessin, regia di Frederic Zelnik (1922)
- Die Tochter Napoleons, regia di Frederic Zelnik (1922)
- Das Geschlecht des Grafen von Gheyn
- Graf Festenberg, regia di Urban Gad e Frederic Zelnik (1922)
- Se. Exzellenz der Revisor, regia di Frederic Zelnik (1922)

#### 1923
- Das Mädel aus der Hölle
- Irene d'Or, regia di Karl Sander e Frederic Zelnik (1923)
- Die Männer der Sybill
- Lyda Ssanin
- Auferstehung. Katjuscha Maslowa
- Daisy. Das Abenteuer einer Lady, regia di Frederic Zelnik (1923)

#### 1924
- Die Mariontten der Fürstin
- Nelly, die Braut ohne Mann, regia di Frederic Zelnik (1924)
- Der Matrose Perugino
- Die Herrin von Monbijou
- Das Mädel von Capri, regia di Frederic Zelnik (1924)
- Auf Befehl der Pompadour, regia di Frederic Zelnik (1924)

#### 1925
- Die Kirschenzeit
- Die Venus von Montmartre, regia di Frederic Zelnik (1925)
- Athleten, regia di Frederic Zelnik (1925)
- Frauen, die man oft nicht grüßt, regia di Frederic Zelnik (1925)
- Briefe, die ihn nicht erreichten, regia di Friedrich Zelnik (1925)
- Das Geheimnis der alten Mamsell, regia di Paul Merzbach (1925)

#### 1926
- Der Bankkrach unter den Linden
- Die Mühle von Sanssouci, regia di Siegfried Philippi e Frederic Zelnik (1926)
- Die Försterchristel, regia di Frederic Zelnik (1926)
- An der schönen blauen Donau, regia di Frederic Zelnik (1926)
- Der Veilchenfresser, regia di Frederic Zelnik (1926)
- Die lachende Grille

#### 1927
- Lo zingaro barone (Der Zigeunerbaron), regia di Friedrich Zelnik (1927)
- Die Weber
- Das tanzende Wien, regia di Frederic Zelnik (1927)

#### 1928
- Mary Lou

#### 1929
- Der rote Kreis, regia di Frederic Zelnik (1929)

#### 1931
- Jeder fragt nach Erika, regia di Frederic Zelnik (1931)

#### 1932
- Agli ordini di Sua Maestà (Die Tänzerin von Sans Souci), regia di Frederic Zelnik (1932)
- Spione im Savoy-Hotel, regia di Frederic Zelnik (1932)

#### 1933
- Es war einmal ein Musikus, regia di Frederic Zelnik (1933)
- Happy, regia di Frederic Zelnik (1933)

#### 1944
- Heaven Is Round the Corner, regia di Maclean Rogers (1944)

#### 1945
- Give Me the Stars, regia di Maclean Rogers (1945)

#### 1949
- La montagna di cristallo (The Glass Mountain), regia di Henry Cass (1949)

### Attore
- Japanisches Opfer, regia di Adolf Gärtner (1910)
- Verkannt (1910)
- Das Liebesglück der Blinden, regia di Heinrich Bolten-Baeckers e Curt A. Stark (1911)
- Das Glöckchen des Glücks, regia di Adolf Gärtner (1911)
- Der Müller und sein Kind, regia di Adolf Gärtner (1911)
- Im Glück vergessen, regia di Adolf Gärtner (1911)
- Europäisches Sklavenleben, regia di Emil Justitz (1912)
- Ein Gruss aus der Tiefe, regia di Emmerich Hanus (1915)
- Paragraph 14 B.G.B., regia di Paul von Woringen (1915)
- Seelen die sich nachts begegnen, regia di Eugen Illés (1915)
- Der eiserne Ring, regia di Paul von Woringen (1915)
- Arme Maria - Eine Warenhausgeschichte, regia di Max Mack, Willy Zeyn (1915)
- Die Schwestern, regia di Willy Zeyn (1915)
- Die büßende Magdalena
- Das Abenteuer des Van Dola, regia di Rudolf Del Zopp (1915)
- Das dunkle Schloß, regia di Willy Zeyn (1915)
- Die Fiebersonate, regia di Emmerich Hanus (1916)
- Am Amboss des Glücks, regia di Emmerich Hanus (1916)
- Das Rätsel von Sensenheim, regia di Rudolf Del Zopp (1916)
- Der Einsiedler von St. Georg, regia di Emmerich Hanus (1916)
- Spiel im Spiel, regia di Emmerich Hanus (1916)
- Dorian Dare, regia di Emmerich Hanus (1916)
- Franz Poppels Jugend, regia di Hugo Zeyn (1917)
- Ihr Sohn, regia di Willy Zeyn (1917)
- Das Doppelgesicht, regia di Alfred Halm (1917)
- Das Geschlecht der Schelme. 1. Teil, regia di Alfred Halm (1917)
- Die Rose von Dschiandur, regia di Alfred Halm (1918)
- Graf Michael, regia di Alfred Halm (1918)
- Die Nonne und der Harlekin, regia di Alfred Halm (1918)
- Maximum, regia di Alfred Halm (1918)
- Die Rothenburger, regia di Lupu Pick (1918)
- Das Frühlingslied, regia di Alfred Halm (1918)
- Das Geschlecht der Schelme. 2. Teil, regia di Alfred Halm (1918)
- Lucas, Kapitel 15, regia di Alfred Halm (1919)
- Leichtsinn und Genie, regia di Alfred Halm (1919)
- Eugen Onegin, regia di Alfred Halm (1919)
- Die Madonna mit den Lilien, regia di Friedrich Zelnik (1919)
- Der rote Sarafan, regia di Martin Zickel (1919)
- Menschen in Ketten, regia di Karl Grune (1919)
- Die Gelbe Fratze , regia di Martin Zickel (1919)
- Im Dienste der Liebe, regia di Fred Sauer (1919)
- Das Grauen, regia di Fred Sauer (1920)
- Der Abenteurer von Paris
- Der gelbe Diplomat, regia di Fred Sauer (1920)
- Der Apachenlord, regia di Fred Sauer (1920)
- Der Mann mit den drei Frauen, regia di Fred Sauer (1920)
- Monte Carlo, regia di Fred Sauer (1921)
- Der Sträfling von Cayenne, regia di Léo Lasko (1921)
- Das begrabene Ich, regia di Léo Lasko (1921)
- Um ein Erbe, regia di Léo Lasko (1921)
- C.d.E., regia di Rolf Petersen (1922)
- Die Kreutzersonate, regia di Rolf Petersen (1922)
- Graf Festenberg, regia di Urban Gad e Frederic Zelnik (1922)
- Se. Exzellenz der Revisor, regia di Frederic Zelnik (1922)
- Irene d'Or, regia di Karl Sander e Frederic Zelnik (1923)
- Daisy. Das Abenteuer einer Lady, regia di Frederic Zelnik (1923)
- Die Mariontten der Fürstin, regia di Frederic Zelnik (1924)
- Der Matrose Perugino, regia di Frederic Zelnik (1924)
- Das Geheimnis der alten Mamsell , regia di Paul Merzbach (1925)

### Sceneggiatore
- Walzerparadies, regia di Frederic Zelnik (1931)
- Spione im Savoy-Hotel, regia di Friedrich Zelnik (1932)
- Melodie imperiali (Kaiserwalzer), regia di Frederic Zelnik (1933)
- Vadertje Langbeen

### Production manager
- E le stelle stanno a guardare (The Stars Look Down), regia di Carol Reed (1940)